# Grand Prix de la Ville de Rennes
Il Grand Prix de la Ville de Rennes era una corsa in linea maschile di ciclismo su strada che si svolse nella regione della Bretagna, in Francia, dal 1979 al 2008 in settembre. Dal 2005 al 2008 faceva parte del circuito UCI Europe Tour, classe 1.1.

## Albo d'oro
Aggiornato all'edizione 2008.
| Anno | Vincitore               | Secondo                | Terzo                |
| ---- | ----------------------- | ---------------------- | -------------------- |
| 1979 | Yvon Bertin             | Patrick Friou          | Jean-René Bernaudeau |
| 1980 | Bernard Vallet          | Maurice Le Guilloux    | Yvon Bertin          |
| 1981 | Jean Chassang           | Pierre-Henri Menthéour | Francis Castaing     |
| 1982 | Jean-François Rault     | Bernard Vallet         | Greg LeMond          |
| 1983 | Dominique Arnaud        | Christian Levavasseur  | Dominique Gaigne     |
| 1984 | Bruno Wojtinek          | Vincent Lavenu         | Dominique Lecrocq    |
| 1985 | Gilbert Duclos-Lassalle | Régis Simon            | Bruno Cornillet      |
| 1986 | Éric Boyer              | Pierre Le Bigault      | Vincent Lavenu       |
| 1987 | Jean-François Bernard   | Jean-Claude Colotti    | Marc Gomez           |
| 1988 | Ronan Pensec            | Jean-Claude Colotti    | Dave Mann            |
| 1989 | Jan Bogaert             | Walter Dalgal          | Marc Madiot          |
| 1990 | Edwin Bafcob            | Éric Caritoux          | Wim Van Eynde        |
| 1991 | Kim Andersen            | Luc Leblanc            | Marc Wauters         |
| 1992 | Jean-Cyril Robin        | Frank Van den Abeele   | Rik Coppens          |
| 1993 | Eddy Seigneur           | François Simon         | Thierry Claveyrolat  |
| 1994 | Gilles Delion           | Nicolas Aubier         | Ronan Pensec         |
| 1995 | Peter De Clercq         | Christophe Mengin      | Willy Willems        |
| 1996 | Nicolas Jalabert        | Jacky Durand           | Gilles Talmant       |
| 1997 | Nicolas Jalabert        | Marc Streel            | Olivier Perraudeau   |
| 1998 | Pascal Chanteur         | Gilles Bouvard         | Carlos Da Cruz       |
| 1999 | Max van Heeswijk        | Pascal Chanteur        | Cristian Moreni      |
| 2000 | Gordon Fraser           | Marcel Wüst            | Max van Heeswijk     |
| 2001 | Davide Casarotto        | Scott Sunderland       | Davide Bramati       |
| 2002 | Kirk O'Bee              | Vasilij Davydenko      | Alberto Ongarato     |
| 2003 | Oleg Grischkin          | Andris Naudužs         | Jeremy Hunt          |
| 2004 | Andrus Aug              | Saulius Ruškys         | Kirk O'Bee           |
| 2005 | Ludovic Turpin          | Daniele Contrini       | Sébastien Duret      |
| 2006 | Paride Grillo           | Gabriele Balducci      | Hans Dekkers         |
| 2007 | Serhij Matvjejev        | Maryan Hary            | Cyril Gautier        |
| 2008 | Mychajlo Chalilov       | Sébastien Chavanel     | Jimmy Casper         |